# ГУМ (Минск)
Государственный универсальный магазин (ГУМ) — универсальный магазин в Минске, расположенный по адресу: пр-т Независимости, 21. Построен в 1951 году (архитекторы Л. Мелеги, Р. Гегарт).

## Архитектура
В основе компактного Г-образного в плане четырехэтажного здания железобетонный каркас. На симметрично решённом фасаде, ориентированном на пр-т Независимости, на первом этаже выделены три арочных проёма, которые образуют парадный вход. Для архитектурно-художественного облика характерно наличие больших остекленных проемов различных размеров, а также сложного декора — многочисленных фронтончиков, лепнины, вставок, геральдических поясков, профилированных тяг, майоликовых деталей, парапетов. Декоративные элементы классического наследия (лепные детали, витражи и др.) широко использованы и в интерьерах.
На 1-3-м этажах размещены торговые залы, соединенные между собой центральной трёхмаршевой парадной и двумя боковыми лестницами, на четвертом и в подвалах — складские и другие служебные помещения. Также на четвёртом этаже (подъём по правой боковой лестнице) расположены помещения администрации и доступная для посетителей столовая.